# Shila Ommi
Shila Ommi est une actrice, productrice et réalisatrice américano-iranienne née à Téhéran.

## Filmographie

### Actrice

#### Cinéma
- 2004 : Love Francesca : la mère
- 2005 : Anniversary : la sœur
- 2007 : La Guerre selon Charlie Wilson : la mère réfugiée
- 2008 : Cher Ami... ¡y yo! : Joséphine, maman et Bridget
- 2009 : Liberation : Farah Diba Pahlavi
- 2011 : Susan Miller : la sans-abri
- 2012 : Revolution : Behi
- 2012 : Party USA
- 2012 : Crossing Minds : Zahra
- 2014 : Desert Lullabies : Homa
- 2016 : Sam : Malina
- 2017 : Starwatch : Dr Dorothy Reynolds
- 2017 : Relevé : Miss Deneuve
- 2018 : Roya : Roya
- 2018 : Little King : Marjan
- 2019 : The Circle : Tante Shila
- 2019 : As the Crow Flies : Karen
- 2019 : The Illegal : Sara
- 2019 : Forgive Me
- 2019 : The Persian Bachelorette
- 2023 : Élémentaire : Sandra Lumen
- 2024 : Sisters : Nazanin
- 2024 : The Last King : Sima

### Télévision
- 2009-2010 : Mixed Nutz : Layla (7 épisodes)
- 2012 : Little Shrink : Jacqueline Hill (1 épisode)
- 2013 : The First Family : Mme Olsen (1 épisode)
- 2015 : Lili & Lola (1 épisode)
- 2018 : Here and Now : Moon Mart Cashier (1 épisode)
- 2020 : Little America : Yasmin (1 épisode)
- 2021 : De celles qui osent : Shamsi (1 épisode)
- 2020-2022 : Téhéran : Nahid Kamali (13 épisodes)

### Productrice
- 2011 : Susan Miller
- 2020 : Wake Up Sleeping Beauty
- 2021 : Beauty's Journey
- 2024 : Millicent & Me and the Apple Tree

### Réalisatrice
- 2020 : Wake Up Sleeping Beauty
- 2021 : Beauty's Journey